# Tom Wilson
Tom Wilson (25 maart 1931 – 6 september 1978) was een Amerikaanse muziekproducent. Hij is bekend als producer van Bob Dylans "Like a Rolling Stone" en Dylans eerste drie lp's en van Freak Out! van The Mothers of Invention. Aanvankelijk was hij onafhankelijk producer van jazzalbums, maar halverwege de jaren 1960 ging hij werken voor Columbia Records en werd ingezet als producer voor folkartiesten. Later stapte hij over naar Verve Records, waar hij werkte voor artiesten uit de undergroundscene. Wilson was in de jaren 1960 vrijwel de enige Afro-Amerikaanse muziekproducent die actief was in de Amerikaanse populaire muziek. Wilson produceerde albums voor o.a. Simon & Garfunkel, The Velvet Underground, Cecil Taylor, Sun Ra, Nico, Eric Burdon and the Animals, The Blues Project en The Clancy Brothers.

## Jeugd
Wilson werd geboren in de Texaanse stad Waco als zoon van verzekeringsagent Thomas Wilson en bibliothecaresse Fannie Odessa Brown. Het gezin was betrokken bij de New Hope Baptist Church, waar vader Wilson een van de koren dirigeerde. De jonge Tom Wilson leerde trombone spelen op de gesegregeerde Moore High School. Wilson studeerde aan de Fisk University in Nashville voordat hij overstapte naar de Harvard-universiteit, waar hij betrokken raakte bij de Harvard New Jazz Society en jazzprogramma's maakte voor radiostation WHRB. Wilson werd voorzitter van de Young Republicans. Hij studeerde in 1954 cum laude af aan Harvard in economie en politieke wetenschappen.

## Transition Records
Met geleend geld (900$) richtte Wilson in 1955 in Cambridge Transition Records op. Het label maakte opnamen van opkomende jazzartiesten als Donald Byrd, Paul Chambers, John Coltrane, Herb Pomeroy, Sun Ra en Cecil Taylor. Het label bestond maar kort. De masters werden verkocht en de opnamen werden later op Blue Note Records en Delmark Records uitgebracht.

## Carrière
Wilson trad in dienst bij United Artists Records op de A&R-afdeling, alwaar hij in de periode 1959-1962 platen produceerde voor o.a. Cecil Taylor. Voor het label Savoy Records schreef hij in die periode liner notes en ontwierp platenhoezen. In 1963 kreeg hij een vaste baan als producer bij Columbia Records. Een van zijn eerste projecten was met (toen) folksinger Bob Dylan. Ondanks hun verschillende muzikale achtergrond klikte het en produceerde Wilson twee akoestische albums. Daarna zette Wilson Dylan op het spoor van zijn later beroemd geworden elektrisch geluid op Bringing It All Back Home. In 1964 produceerde Wilson het album Wednesday Morning, 3 A.M. voor Simon & Garfunkel met daarop de akoestische versie van The Sound of Silence. Buiten medeweten van het duo maakte Wilson een electrische overdub  met de sessiemuzikanten die ook op Dylans Like a Rolling Stone meespeelden. De elektrische versie van The Sound of Silence bereikte in januari 1966 de eerste plaats in de Amerikaanse Billboard Hot 100.  
Eind 1965 kreeg Wilson aan de Amerikaanse oostkust de leiding van de A&R-afdeling van Verve Records, onderdeel van MGM Records. Hij contracteerde er The Mothers of Invention en The Velvet Underground. Wilson produceerde voor de Mothers hun eerste twee albums, Freak Out! en Absolutely Free, en staat vermeld als "uitvoerend producent" op We're Only in It for the Money. Wilson nam in 1968 ontslag bij MGM.

## Overlijden
Wilson overleed op 47-jarige leefttijd op 6 september 1978 aan een hartaanval.

## Producties (selectie)
- Donald Byrd (met The Jazz Messengers): Byrd’s Eye View (Transition, 1956)
- Cecil Taylor: Jazz Advance – (1955)
- Sun Ra: Jazz by Sun Ra – (1957)
- Sun Ra: The Futuristic Sounds of Sun Ra – (1961)
- Bob Dylan: The Times They Are A-Changin’ – (1964)
- Bob Dylan: Another Side of Bob Dylan – (1964)
- Simon and Garfunkel: Wednesday Morning, 3 A.M. – (1965)
- Simon and Garfunkel: The Sound of Silence – (1965, single)
- Bob Dylan: Bringing It All Back Home – (1965)
- Bob Dylan: Like a Rolling Stone – (1965, Single)
- The Sensational Guitars of Dan & Dale: Batman and Robin (1966, kinderalbum met het Blues Project en Sun Ra)
- The Mothers of Invention: Freak Out! – (1966)
- The Mothers of Invention: Absolutely Free – (1966)
- The Mothers of Invention: We’re Only in It for the Money – (1967)
- Eric Burdon and the Animals: C. C. Rider
- Blues Project: Projections – (1967)
- The Velvet Underground and Nico: The Velvet Underground and Nico – (1967)
- Eric Burdon and the Animals: Winds of Change – (1967)
- The Velvet Underground: White light/White heat – (1968)
- Country Joe and the Fish: CJ Fish – (1970)
- John Mayall: The Latest Edition – (1974)
- Gil Scott-Heron & Brian Jackson: Bridges – (1977)
- Professor Longhair: Live on the Queen Mary – (1978)